# 瓦尔施莱本
瓦尔施莱本是德国图林根州的一个市镇。总面积16.79平方公里，总人口1790人，其中男性884人，女性906人（2011年12月31日），人口密度107人/平方公里。